# マハ
マハ（英語: MHA, Man Hunting Agency）は、富野由悠季の小説『ガイア・ギア』およびそれを元にしたラジオドラマに登場する架空の組織。

## 概要
マハとは、小説『ガイア・ギア』の主人公が所属する反地球連邦政府組織メタトロンとは敵対関係にある地球連邦内の秘密警察組織。また、その前身となるハンター、マンハンターと呼ばれる組織は、ガンダムシリーズの他の作品（『機動戦士ガンダム 逆襲のシャア』『機動戦士ガンダム 閃光のハサウェイ』『機動戦士Vガンダム』など）に登場し、設定などでも言及されている。
ラジオドラマ版では小説とは異なり、地球連邦軍内部に新たに設立された「マンハンティング部局（MHA）」となっており、ビジャン・ダーゴル大佐麾下のマハ部隊はスペース・マハと呼称される。またラジオ版では地球連邦政府を掌握したのはあくまで「地球逆移民計画」を押し進めるための方便にすぎなかった。そのリーダーであるダーゴル大佐も、ラジオ版ではマハの組織全体のリーダーで、部下たちから絶対的信頼を受けて崇拝されているカリスマとなっている。

## 組織
マハの正式名称は、地球連邦政府警察機構特捜第十三課である。俗称は『人狩り局（Man Hunting Agency）』で、その頭文字を取って「マハ（MHA）」と呼ばれる。秘密警察の新しい形の軍隊であり、スペース・コロニー時代初期からの規律や規範を意識して破壊しようとしている組織。
マハの母体となったのは、マンハンターと呼ばれる、地球の不法居住者を掃討したり宇宙に強制移民させたりして排除することを目的とした地球連邦政府内の特殊な警察組織であった。
スタッフは、少なくとも下士官以上の志願兵、またはウル・ウリアンのように特別に素質を見出された者がピックアップされる。エリートではあるが、地球連邦政府とは違って家柄や血統、学閥などで選ばれるのではなく、完全なる実力主義である。
マン・マシーンや巡洋艦を所有するなど軍隊に匹敵する戦力を持っているが、マハはあくまで地球連邦政府の警察機構の一部門でしかなかった。隊員のウル・ウリアンも「マハは軍隊ではない」と断言している。しかし、サイド2のヘラス政庁のマハ総司令官にすぎなかったビジャン・ダーゴル大佐は己の地位に満足しておらず、メタトロンのヘラス侵攻において、実戦経験のない素人ばかりの地球連邦軍では敵に対応できないことを利用して、連邦政府から「全てをマハに任せる」という言質を取って軍をマハの管轄下に置くことに成功した。またダーゴルは「地球逆移民計画」（後述）を連邦政府に認めさせることで全マハのトップの座を手に入れることにも成功し、ホンコン・マハなど他のマハ組織までをも支配下に置いた。そして、それを足掛かりに地球連邦政府の実権を握ることを目論んだ。
ダーゴルがトップに立つと、マハは地球連邦軍とは違う独自の動きを取るようになる。組織として地球連邦政府から独立し、マハを中心とした独立国家「ガイア帝国」（後述）を地球に建設することを目指すようになった。その結果、ビジャン・マハこそが制圧すべき相手だと判断した地球連邦政府は、メタトロンとの共闘の道を模索することになった。

### ビジャン・マハ
ビジャン・ダーゴルが直接統括するマハの組織のことで、地球に駐留しているホンコン・マハなど他のマハの組織と区別するための呼称。
ダーゴルは、愚民による絶対民主制の上に胡坐をかいて安穏としている連邦政府を緊張させて人類を未来永劫に存続させるためには、常に存在する敵が必要で、そのために自分たちの手で敵を創造しなければならないと考えていた。その敵こそが彼の率いるビジャン・マハであった。ダーゴルの直属の部下のウル・ウリアンは、自分たちは人類を永遠に存続させることしか考えておらず、この目的は基本的にメタトロンと同じだが、方法論が違うと語る。彼は「メタトロンは愚民どもの混濁そのものの集合体で、美学というものがない。美学、あるいはモラルはあらゆる面で必要なことで、メタトロンは組織が成長していく過程でいつの間にかミニ連邦政府のようになってしまい、頭は硬直し、身体は未熟なものになってしまった。組織が巨大になったために、いろいろな人間の意見を調整して、最大公約数的な決定をするようになった。だから人類の事も地球の事も任せられない」と断定した。ウルはまた「人類は人を選別しなければならない時代に入っていて、それはメタトロンも同じ。『シャア・コンティニュー・オペレーション』などメタトロンの白人至上主義はあからさまであり、クリシュナ・パンデントのような（東洋の血が入っている）人間も参加しているのは組織が成長する過程での妥協に過ぎない」と切り捨てた。
メタトロンの策動を排除した後、ダーゴルは連邦からマハを組織ごと独立させるつもりだった。

### ホンコン・マハ
ダーゴルがマハ全体を掌握したことでその管轄下に入っている。ホンコンは宇宙行きのシャトルが打ち上げられるため、地球上にいくつかある他の同様の都市と同じく、地球と宇宙とをつなぐ港町として栄えている。地球環境への配慮ゆえに大規模な工業生産は凍結されているという建前だったが、ホンコンが独自に開発した最新鋭のマン・マシーン、ギッズ・ギースの登場により、その幻想は打ち破られた。ホンコンやヨーロッパの工業生産能力は、スペース・コロニーに住む人々の想像をはるかに上回るものだった。ホンコン・マハはこの機体を相当数量産しているほか、コン級マン・マシーン母艦を所有しており、ダーゴル大佐の要請に応じてヨーロッパへ遠征した。スタッフはアジア系民族が多い。

## 地球逆移民計画
マハのビジャン・ダーゴル大佐が地球連邦政府を掌握するために発案した計画で、サイド1の移民第一世代やマハに協力した者の中から優先的に逆移民権を与えることで「マハの活動に参加すれば地球に逆移民できる」と信じ込ませ、支持を得ようという策略だった。ダーゴルはこの計画を成功させることでマハの第一の立場を手に入れて、ホンコン・マハに代表される警察機構まで統括することを目論んだ。
地球連邦政府はこの計画を承認し、マハと共同で最初の逆移民計画を始動。まず白人発祥の地であるヨーロッパ地域から白人の逆移民を開始する。白人以外には以降の計画でそれ以外の地域を選ぶという建前だったが、差別的意図は明らかだった。しかし、マハには連邦内にもこれを支持する人々がいるということに自信があった。実際、彼らのやり方に賛同する者も大勢いて、連邦政府から予算を取ることもできた。しかし、ビジャン・ダーゴルの真の目的はこの逆移民計画ではなく、ヨーロッパの再開発と同時に特別区の居留民を排除して、地球にマハを中心とした独立国家、ガイア帝国（後述）を建設することだった。
ビジャン・ダーゴルは人類を生き延びさせるためには人を減らすしかないと考え、計画を利用してこれを実行に移した。かつてジオン公国のギレン・ザビも主張したことだが、ダーゴルは「メタトロンの連中にはそこまで出来ない」と断言している。彼にとっては、形骸化した地球連邦軍はそのための良い道具であった。計画を邪魔するメタトロンを宇宙で制圧するためという口実で徴兵制を実施したが、本当の目的はこの適正な人口を維持するための人減らしだった。兵士たちに地球に帰れるという希望を抱かせておいてメタトロンとの戦いで彼らの命を使い切ることがその狙いだった。逆移民先のヨーロッパ地区に土木や建設作業のためにスペース・コロニーから政治犯を送り込んだのも同様の理由からで、強制労働させられた人々は去勢され、仕事が終わればガス室送りになる予定だった。

## ガイア帝国
ガイア帝国（ガイア・エンペラー）は、地球上にビジャン・ダーゴルが築こうとしていたマハによる独立国家。名前はまだ確定ではない。ダーゴルは、マハを組織として地球連邦政府から独立させ、連邦政府が認めていないいくつかの街を拠点に、地球上にスペース・コロニー連合に対抗するマハを中心とした独立国家を建設することを目指していた。
ダーゴルの考える地球独立国家は、極度に人が選別されたエリートの国家だった。ウル・ウリアンは、そうでなければ連邦政府やメタトロンの二の舞、歴史の繰り返しになるだけだと述べた。それは、ウル曰く「ワーグナーを愛せるような人の集団」。そのワーグナーを愛するダーゴルは、ガイア・エンペラーの精神的な聖地をワーグナーと同様に愛するノイシュヴァンシュタイン城のあるバイエルンにするつもりだった。ウル・ウリアンは、なぜ彼らが信じている美学を世間に語ろうとしないのかと問われ、「そんなことをすれば新国家に有象無象の人間たちが集まって、くだらない国家になってしまうから」と答えた。一方、ダーゴルは「マハに人種差別はない」とも口にしている。「己を鍛え、生き残る資格を持った者であれば人種は問わない」と。
建国の方法は、具体的には
- 地球鎖国政策…過去の人類の過ちを繰り返さないよう、クリーンに管理された新人類の帝国を地球に建設する。そのために、以後スペースコロニーから地球に降りてこようとする人々に対しては鎖国政策を取り、無能者と抵抗分子は排除して能力のある協力者だけを受け入れるシステムを構築する[7]。
- 人の選別…人々の中から優れた者はマハに吸収し、組織を選ばれた将兵からなるエリートの集団として機能するようにする[12]。マハの正規兵になれない者や強制労働させられる者は断種（去勢）され、仕事が終わった後はガス室に送られて処分される[17][16]。

というものだった。
またダーゴルは地球連邦政府がマハの独立に反対してきた場合に備え、政治特権を利用して不法に地球に居住している政府高官たちの家族を人質にして布陣することも考えていた。

## 構成員

### ビジャン・マハの指導者
- ビジャン・ダーゴル

### 艦船のクルー

#### マハ・ゲイジス
艦長
- ハリー・スェームズ

ブリッジ
- シムナウ・アーバン
- マリーサ・ナジス

#### ビューシング・ナッグ
クルー
- コンスタン・ペルケーネ
- ジェラン・アルサ
- クリシュナ・パンデント

### パイロット
- ウル・ウリアン
- ガミアン・ヘーゲリック
- ギュラーム
- ジョナサン・リーヴ
- レイラ・セイバー
- ウォン・ロー
- ジャンウェン・フー
- チョウ
- リィホアウォン（麗華黄）
- リン
- レイ・チャン
- ロゥ
- ロウ燕

## 所有兵器

### マン・マシーンと支援兵器
- ブロン・テクスター
- ガウッサ
- ギッズ・ギース
- ミノフスキー・クラフト・ヘリコプター

### 艦船
- マハ・ゲイジス
- クエゼリン
- コイターペイ
- コイリュー
- ビューシング・ナッグ
- ミノックス